# Чад на Светском првенству у атлетици у дворани 2012.
Чад је учествовао на 14. Светском првенству у атлетици у дворани 2012. одржаном у Истанбулу од 9. до 11. марта седми пут. Репрезентацију Чада је представљала једна такмичарка, која се такмичила у трци на 60 метара.
Чад није освојио ниједну медаљу али је њихова такмичарка оборила лични рекорд.

## Учесници
Жене:
- Хиникиса Албертин Ндикерт — 60 м

## Резултати

### Жене
| Атлетичарка               | Дисциплина | Лични рекорд | Квалификација | Квалификација | Полуфинале            | Полуфинале            | Финале                | Финале       | Детаљи |
| Атлетичарка               | Дисциплина | Лични рекорд | Резултат      | Место         | Резултат              | Место                 | Резултат              | Место        | Детаљи |
| ------------------------- | ---------- | ------------ | ------------- | ------------- | --------------------- | --------------------- | --------------------- | ------------ | ------ |
| Хиникиса Албертин Ндикерт | 60 м       |              | 8,13 ЛР       | 7. у гр. 8    | Није се квалификовала | Није се квалификовала | Није се квалификовала | 49 / 62 (64) |        |